# Hospital de Órbigo
Hospital de Órbigo – gmina w Hiszpanii, w prowincji León, w Kastylii i León, o powierzchni 4,58 km². W 2011 roku gmina liczyła 1005 mieszkańców.